# Olof Tengroth
Olof Tengroth es un deportista sueco que compitió en tiro con arco, en la modalidad de arco recurvo. Ganó una medalla de plata en el Campeonato Mundial de Tiro con Arco al Aire Libre de 1958, en la prueba por equipo.

## Palmarés internacional
| Campeonato Mundial al Aire Libre | Campeonato Mundial al Aire Libre | Campeonato Mundial al Aire Libre | Campeonato Mundial al Aire Libre |
| Año                              | Lugar                            | Medalla                          | Prueba                           |
| -------------------------------- | -------------------------------- | -------------------------------- | -------------------------------- |
| 1958                             | Bruselas (Bélgica)               | Medalla de plata                 | Equipo                           |